# جمهوری نووگورود
جمهوری نووگورود یک دولت روسی قرون وسطایی در سده‌های ۱۲ تا ۱۵ میلادی بود. این دولت از دریای بالتیک تا شمال کوه‌های اورال گسترده شده‌بود و شامل شهر نووگورود و ناحیه‌های دریاچهٔ لادوگا بود. این جمهوری به عنوان شرقی‌ترین بخش اتحادیهٔ هانزا در نظر گرفته می‌شد.

## تاریخچه
در میانهٔ سدهٔ نهم میلادی نووگورود تنها نامی بود که برای توصیف یک پست چوبی در مسیر دریای بالتیک به امپراتوری روم شرقی به کار می‌رفت. در این منطقه، تنها گروهی از قبایل اسلاو که همراه برای استیلا بر سایر قبایل با یکدیگر در جنگ بودند، سکونت داشتند. در ابتدای سدهٔ نهم، همزیستی این قبایل با یکدیگر آغاز شد تا حملات نظامی میان آن‌ها به پایان رسد. سال‌شمار اولیهٔ نووگورود (که مجموعه‌ای از نوشته‌های نشان دهندهٔ تاریخ نووگورود از ۱۰۱۶ تا ۱۴۷۱ میلادی است) بیان می‌کند که این قبایل تمایل داشتند شاهزاده‌ای بیابند که بر آن‌ها حکومت کند و بر پایهٔ قانون میان آن‌ها قضاوت کند. پس از تغییر ساختار حکومتی نووگورود، با وابستگی سیاسی آن به کیف مخالفت شد.
تا هنگام انتقال مرکز حکومت به کیف توسط الگ نووگورود در ۸۸۲ میلادی، نووگورود پایتخت اصلی مردم روسی بود. از آن زمان تا ۱۰۲۰ میلادی، نووگورود بخشی از روس کیف بود. شاهزادگان نووگورود توسط شاهزادهٔ بزرگ کیف تعیین می‌شدند.
نووگورود همواره نقش مهمی در سیاست روس داشت. برای نمونه کمک به ولادیمیر کبیر و به تخت نشاندن یاروسلاو خردمند توسط نووگورود انجام شد. یکی از نخستین اقدامات یاروسلاو پس از به تخت نشینی، دادن آزادی‌ها و امتیازات متعدد به نووگورودی‌های وفادار بود. به این ترتیب بنیان جمهوری نووگورود گذاشته شد. نووگورود با این وجود که بخشی از روس کیف بود، به یک مرکز منطقه‌ای قدرتمند با استقلال بسیار تبدیل شد.
نووگورودی‌ها در ۱۱۳۶ میلادی شاهزاده وسوولود مستیسلاویچ را به نپذیرفتند و در صد و پنجاه سال بعدی، توان دعوت کردن یا نپذیرفتن تعدادی از شاهزاده‌ها را داشتند. البته این امکان، به شاهزاده‌ای که قدرت را در کیف در دست داشت نیز مرتبط بود و به عنوان تفکری مستقل در نووگورود قلمداد نمی‌شد.
شهرهایی مانند استارایا لادوگا، استارایا روسا، تورژوک و اورشک بخشی از سرزمین نووگورود بودند. شهر پسکوف نیز ابتدا بخشی از این سرزمین بود، ولی دست‌کم از سدهٔ ۱۳ پس از پیوستن به پیمان هانزا شکلی از استقلال را داشت. شاهزادگانی مانند دوومونت و وسوولود مستیسلاویچ بدون ادای احترام به شاهزاده یا سایر مقامات نووگورود یا مشورت با آن‌ها در پسکوف حکومت کردند. استقلال پسکوف بر پایهٔ پیمان بولوتووو در ۱۳۴۸ اعلام شد. البته تا مدتی پس از آن هم‌چنان اسقف اعظم نووگورود رهبری کلیسای پسکوف را در اختیار داشت.
در سده‌های ۱۲ تا ۱۵ جمهوری نووگورود به سوی شرق و شمال شرق توسعه یافت. قبایل اوگری در شمال اورال باید به نووگورود بزرگ خراج می‌دادند. سرزمین‌های شمالی نووگورود که غنی از خز، جانداران دریایی، نمک و غیره بودند، دارای اهمیت اقتصادی فراوانی برای اهالی نووگورود بودند. تلاش برای دسترسی به این منابع باعث جنگ‌هایی با مسکو از اواخر سدهٔ ۱۴ شد. از دست دادن این منابع، خسارات اقتصادی و فرهنگی برای شهر و ساکنان آن به همراه داشت. در واقع، ناتوانی نووگورود در پیروزی در این جنگ‌ها منجر به سقوط جمهوری شد.

## دولت

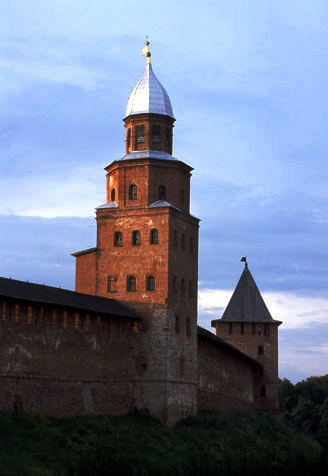
دیوارهای قرون وسطایی کرملین نووگورود به جا مانده از اواخر سدهٔ ۱۵ میلادی.

دولت‌شهر نووگورود روندهای حکومتی را توسعه داده‌بود که شکلی از مشارکت دموکراتیک را ارائه می‌داد که بسیار پیشرفته‌تر از سایر اروپا بود. به گفتهٔ یکی از مقامات کرملین در نووگورود، پیش از تصرف توسط مسکو، مردم نووگورود می‌توانستند برای خودشان تصمیم بگیرند که نووگورود چگونه به پیش برود و چه کسی آن را اداره کند. مردم قدرت انتخاب و اخراج شاهزاده را داشتند. چنین تصمیماتی در یک اجلاس شهری گرفته می‌شد که همهٔ مردم از هر طبقهٔ اجتماعی در آن شرکت داشتند.